# Список Героев Социалистического Труда (Кобаидзе — Колядо)
Эта страница является частью списка Героев Социалистического Труда и перечисляет в алфавитном порядке лиц, удостоенных звания Героя Социалистического Труда, чьи фамилии начинаются с буквы «К», от Кобаидзе до Колядо.
- Список не включает дважды и трижды Героев Социалистического Труда, а также лиц, лишённых этого звания.
- Список содержит информацию о датах жизни, роде деятельности и дате присвоения звания Героя.
- Герои, удостоенные звания посмертно, выделены в списке  серым цветом .
- Герои, сменившие фамилию после присвоения звания, приводятся в списках дважды, при этом строка с новой фамилией выделяется  бежевым цветом  и не имеет номера.

## Список людей, фамилии которых начинаются с «К»
| Навигационная таблица | Навигационная таблица |
| --------------------- | --------------------- |
| «К»                   | Кабаидзе — Капычина   |
| «К»                   | Кара — Каюшкина       |
| «К»                   | Квакуша — Киптев      |
| «К»                   | Киракосян — Князькин  |
| «К»                   | Кобаидзе — Колядо     |
| «К»                   | Команов — Корякина    |
| «К»                   | Косарев — Коюнлиев    |
| «К»                   | Кравец — Ксоврели     |
| «К»                   | Куандыков — Кулян     |
| «К»                   | Кумаков — Кяяник      |

| №          | Фамилия, имя, отчество                 | Даты жизни              | Деятельность | Дата присвоения | ГС         |
| ---------- | -------------------------------------- | ----------------------- | --- | --------------- | ---------- |
| 1          | Кобаидзе Арсен Алексеевич              | 1916 — ????             | Председатель колхоза имени Сталина села Земо-Кеди Цителицкаройского района Грузинской ССР | 08.04.1971      | [ ГС 1 ]   |
| 2          | Кобаидзе Георгий Петрович              | 02.04.1944 — 16.12.2017 | Дояр колхоза имени Калинина Кировского района Ставропольского края | 14.12.1984      | [ ГС 2 ]   |
| 3          | Кобаидзе Степан Семёнович              | 1919 — ????             | Бригадир колхоза имени Кирова Цителицкаройского района Грузинской ССР | 19.03.1947      | [ ГС 3 ]   |
| 4          | Кобал Василий Тимофеевич               | 1918 — ????             | Линотипист Киевского полиграфического комбината | 23.06.1971      |            |
| 5          | Кобахидзе Леван Петрович               | 1907 — ????             | Главный агроном отдела сельского хозяйства Гегечкорского района Грузинской ССР | 25.11.1950      |            |
| 6          | Кобахия Арсен Варфоломеевич            | 1903 — ????             | Звеньевой колхоза имени Сталина Очемчирского района Абхазской АССР | 21.02.1948      | [ ГС 4 ]   |
| 6.000001   | Кобелева Наталия Захаровна             | 15.08.1918 — ????       | Звеньевая виноградарского совхоза имени Молотова Министерства пищевой промышленности СССР, Анапский район Краснодарского края | 26.09.1950      | [ ГС 5 ]   |
| 7          | Кобелеков Асанжан                      | 1907 — ????             | Звеньевой колхоза имени Менжинского Каскеленского района Алма-Атинской области | 28.03.1948      | [ ГС 6 ]   |
| 8          | Коберидзе Вардиш Георгиевич            | 03.04.1926 — 1997       | Старший мастер доменного цеха Закавказского металлургического завода имени Сталина Грузинского совнархоза | 19.07.1958      | [ ГС 7 ]   |
| 9          | Кобжасаров Орумбек                     | 1888—1963               | Старший чабан колхоза «Сыр-Дарьинский» Министерства совхозов СССР, Сары-Агачский район Южно-Казахстанской области | 03.12.1949      | [ ГС 8 ]   |
| 10         | Кобзар Анастасия Яковлевна             | 06.11.1919 — 21.10.1984 | Доярка совхоза «Ягубец» Христиновского района Черкасской области | 22.03.1966      | [ ГС 9 ]   |
| 11         | Кобзарев Александр Александрович       | 25.12.1905 — 27.06.1984 | Заместитель председателя Государственного комитета по авиационной технике СССР, гор. Москва | 28.04.1963      | [ ГС 10 ]  |
| 12         | Кобзарев Иван Васильевич               | 14.05.1930 — 31.08.1981 | Бригадир проходчиков шахтостроительного управления № 1 треста «Бокситстрой» Министерства строительства предприятий тяжёлой индустрии СССР, Свердловская область | 05.04.1971      | [ ГС 11 ]  |
| 13         | Кобзарев Юрий Борисович                | 08.12.1905 — 25.04.1992 | Заведующий отделом Института радиотехники и электроники Академии наук СССР, академик АН СССР | 04.12.1975      | [ ГС 12 ]  |
| 13.000002  | Кобзарь Елизавета Давидовна            | 1913 — ????             | Звеньевая свиноводческого совхоза имени 20-летия Октября Министерства совхозов СССР, Харьковская область | 05.05.1949      |            |
| 14         | Кобзарь Степан Андреевич               | 1929 — 11.11.1981       | Старший чабан конного завода № 158 имени Будённого Сальского района Ростовской области | 08.04.1971      | [ ГС 13 ]  |
| 15         | Кобилов Дехканбай                      | 1905 — ????             | Полевод колхоза имени Фрунзе Ленинабадского района Ленинабадской области | 17.04.1951      |            |
| 16         | Кобицкая Вера Андреевна                | 1927 — 07.04.1981       | Доярка колхоза «Могучий» Мелитопольского района Запорожской области | 08.04.1971      | [ ГС 14 ]  |
| 17         | Кобландин Нагим                        | 07.11.1931 — 08.02.1997 | Директор совхоза «Тогузский» Челкарского района Актюбинской области | 23.04.1991      | [ ГС 15 ]  |
| 18         | Коблицкий Константин Андреевич         | 20.02.1927 — 06.01.2003 | Начальник монтажно-строительного управления № 90 треста «Энергоспецмонтаж» Министерства среднего машиностроения СССР, гор. Сосновый Бор Ленинградской области | 10.03.1981      | [ ГС 16 ]  |
| 19         | Коблов Владимир Леонидович             | 28.11.1926 — 19.12.2016 | Начальник Специального конструкторского бюро № 2 Всесоюзного научно-исследовательского института радиоэлектронных систем Министерства радиопромышленности СССР, гор. Москва | 03.04.1975      | [ ГС 17 ]  |
| 20         | Кобозева Татьяна Егоровна              | род. 27.08.1927         | Доярка совхоза «Червовый чабан» Каланчакского района Херсонской области | 26.02.1958      | [ ГС 18 ]  |
| 21         | Кобрусев Аркадий Тарасович             | род. 24.07.1937         | Директор агрофирмы «Весна» — директор совхоза «Брилёво» Гомельского района Гомельской области | 17.08.1988      | [ ГС 19 ]  |
| 22         | Кобцев Николай Макарович               | 03.02.1911 — 07.05.1973 | Звеньевой колхоза «Труженик» Минусинского района Красноярского края | 21.02.1949      | [ ГС 20 ]  |
| 22.000003  | Кобцева Алевтина Ивановна              | 05.07.1927 — 26.09.1991 | Звеньевая колхоза «Труженик» Минусинского района Красноярского края | 21.02.1949      | [ ГС 21 ]  |
| 23         | Кобылинский Людвиг Павлович            | 22.05.1921 — 01.12.1992 | Первый секретарь Джанкойского горкома Компартии Украины, Крымская область | 08.04.1971      | [ ГС 22 ]  |
| 24         | Кобылкин Валентин Алексеевич           | 23.06.1932 — 27.06.1994 | Свинарь-механизатор совхоза «Заводоуковский» Заводоуковского района Тюменской области | 22.03.1966      | [ ГС 23 ]  |
| 25         | Кобыльников Анатолий Петрович          | 15.10.1923 — 1985       | Гарпунёр китобойного судна «Дерзкий» Антарктической китобойной флотилии «Советская Украина» Министерства рыбного хозяйства СССР, Одесская область | 26.04.1971      | [ ГС 24 ]  |
| 26         | Кобыльчак Михаил Митрофанович          | 15.07.1918 — 11.08.2004 | Первый секретарь Кировоградского обкома Компартии Украины | 08.12.1973      | [ ГС 25 ]  |
| 26.000004  | Кобыляцкая Ася Яковлевна               | 1928—1993               | Звеньевая колхоза «Ашхаданк» Анапского района Краснодарского края | 11.07.1950      | [ ГС 26 ]  |
| 27         | Кобышев Фёдор Кириллович               | 16.04.1929 — 30.11.2007 | Буровой мастер Песчано-Умётской конторы бурения Саратовского совнархоза | 19.03.1959      | [ ГС 27 ]  |
| 28         | Ковалёв Александр Поликарпович         | 20.03.1926 — ????       | Бригадир монтажников мостопоезда № 428 мостостроительного отряда № 77 мостостроительного треста № 6 Министерства транспортного строительства СССР, гор. Ленинград | 07.05.1971      | [ ГС 28 ]  |
| 29         | Ковалёв Алексей Павлович               | род. 1931               | Бригадир слесарей-сборщиков Сумского машиностроительного производственного объединения имени М. В. Фрунзе Министерства химического и нефтяного машиностроения СССР | 08.06.1979      |            |
| 30         | Ковалёв Алексей Сергеевич              | 05.03.1920 — 18.01.2003 | Тракторист колхоза имени Ленина Курганинского района Краснодарского края | 23.06.1966      | [ ГС 29 ]  |
| 31         | Ковалёв Василий Михайлович             | 06.01.1920 — 12.08.1990 | Первый секретарь Суздальского райкома КПСС, Владимирская область | 11.12.1973      | [ ГС 30 ]  |
| 32         | Ковалёв Герман Васильевич              | 24.07.1894 — 10.08.1952 | Заместитель Народного комиссара путей сообщения СССР, вице-генерал-директор 2-го ранга | 05.11.1943      | [ ГС 31 ]  |
| 33         | Ковалёв Григорий Михайлович            | 1895—1962               | Председатель исполнительного комитета Тандинского районного Совета депутатов трудящихся, Тувинская автономная область | 10.06.1949      | [ ГС 32 ]  |
| 34         | Ковалёв Ермолай Иванович               | 26.03.1913 — 01.02.1984 | Бригадир комбайновой бригады шахтоуправления № 8—9 треста «Красногвардейскуголь» Министерства угольной промышленности Украинской ССР, Сталинская область | 26.04.1957      | [ ГС 33 ]  |
| 35         | Ковалёв Иван Васильевич                | 01.03.1908 — 01.03.1967 | Председатель рыболовецкого колхоза имени Ворошилова Невельского района Сахалинской области | 02.03.1957      | [ ГС 34 ]  |
| 36         | Ковалёв Иван Николаевич                | 06.11.1937 — 21.02.2000 | Звеньевой механизированного звена совхоза «Добрунь» Севского района Брянской области | 08.04.1971      | [ ГС 35 ]  |
| 37         | Ковалёв Иван Павлович                  | 17.03.1909 — 04.11.1993 | Мастер цеха капитального ремонта скважин Ставропольского газопромыслового управления Министерства газовой промышленности СССР | 01.07.1966      | [ ГС 36 ]  |
| 38         | Ковалёв Иосиф Иванович                 | 23.09.1912 — 06.05.1996 | Тракторист Брединского совхоза Брединского района Челябинской области | 11.01.1957      | [ ГС 37 ]  |
| 39         | Ковалёв Николай Александрович          | 24.12.1929 — 06.01.2007 | Бригадир комплексной бригады строительно-монтажного управления № 4 треста № 6 объединения «Омскстрой» Министерства жилищно-гражданского строительства РСФСР, гор. Омск | 08.01.1974      | [ ГС 38 ]  |
| 40         | Ковалёв Николай Григорьевич            | 01.05.1921 — 03.05.2002 | Директор Уфимского приборостроительного завода имени В. И. Ленина Министерства авиационной промышленности СССР, Башкирская АССР | 26.04.1971      | [ ГС 39 ]  |
| 41         | Ковалёв Николай Евстафьевич            | 04.12.1910 — 06.05.1978 | Главный агроном районного отдела сельского хозяйства Гудаутского района Абхазской АССР | 21.02.1948      | [ ГС 40 ]  |
| 42         | Ковалёв Николай Максимович             | 12.01.1924 — 09.12.1993 | Бригадир колхоза «Россия» Октябрьского района Курской области | 11.12.1973      | [ ГС 41 ]  |
| 43         | Ковалёв Николай Николаевич             | 22.02.1908 — 23.03.2003 | Главный конструктор турбин Ленинградского металлического завода Ленинградского совнархоза | 21.06.1957      | [ ГС 42 ]  |
| 44         | Ковалёв Николай Павлович               | 27.09.1921 — 1999       | Каландровожатый Бобруйского завода резиновых технических изделий Министерства нефтеперерабатывающей и нефтехимической промышленности СССР, Могилёвская область | 20.04.1971      | [ ГС 43 ]  |
| 45         | Ковалёв Павел Петрович                 | 20.12.1918 — 11.02.1978 | Директор совхоза «Зилупе» Лудзенского района Латвийской ССР | 01.10.1965      | [ ГС 44 ]  |
| 46         | Ковалёв Пётр Куприянович               | 05.03.1931 — 15.12.2016 | Слесарь Гомельского завода сельскохозяйственного машиностроения имени 60-летия Великого Октября производственного объединения «Гомсельмаш» Министерства машиностроения для животноводства и кормопроизводства СССР | 10.03.1981      | [ ГС 45 ]  |
| 47         | Ковалёв Родион Васильевич              | 10.05.1915 — 05.08.1971 | Скотник мясного совхоза № 107 Министерства совхозов СССР, Приютненский район Ставропольского края | 27.07.1948      | [ ГС 46 ]  |
| 48         | Ковалёв Семён Иванович                 | 15.04.1911 — 12.04.1984 | Председатель колхоза «Путь Ленина» Погарского района Брянской области | 30.04.1966      | [ ГС 47 ]  |
| 49         | Ковалёва Александра Васильевна         | 1920 — ????             | Звеньевая Ульяновского свеклосовхоза Министерства пищевой промышленности СССР, Богодуховский район Харьковской области | 29.08.1949      |            |
| 50         | Ковалёва Вера Тимофеевна               | 09.06.1922 — 04.01.2013 | Звеньевая колхоза «12 лет Октября» Лискинского района Воронежской области | 18.01.1948      | [ ГС 48 ]  |
| 51         | Ковалёва Галина Андреевна              | 1895—1967               | Свинарка колхоза «Ударник» Белореченского района Краснодарского края | 27.07.1948      |            |
| 52         | Ковалёва Елизавета Ивановна            | 11.07.1909 — 01.1982    | Директор Пушкарёвской начальной школы Черняховского района Калининградской области | 27.04.1966      | [ ГС 49 ]  |
| 53         | Ковалёва Ирина Артёмовна               | 1929 — ????             | Рабочая Насакиральского совхоза имени Сталина Министерства сельского хозяйства СССР, Махарадзевский район Грузинской ССР | 01.09.1951      | [ ГС 50 ]  |
| 54         | Ковалёва Мария Александровна           | 10.12.1930 — 09.09.2007 | Звеньевая совхоза «Бука» Букинского района Ташкентской области | 08.04.1971      |            |
| 55         | Ковалёва Мария Иосифовна               | 15.06.1905 — 20.05.1985 | Заведующая молочнотоварной фермой колхоза имени Ленина Гомельского района Гомельской области | 18.01.1958      | [ ГС 51 ]  |
| 56         | Ковалёва Пелагея Никандровна           | 09.04.1902 — 1995       | Председатель колхоза «За Родину» Гомельского района Гомельской области | 07.03.1960      | [ ГС 52 ]  |
| 57         | Ковалёва Татьяна Петровна              | 08.01.1912 — 20.02.1999 | Помощник мастера Ярцевского хлопчатобумажного комбината, Смоленская область | 07.03.1960      | [ ГС 53 ]  |
| 58         | Ковалевский Александр Иванович         | 20.05.1939 — ????       | Токарь Белорусского автомобильного завода Белорусского объединения по производству большегрузных автомобилей имени 60-летия Великого Октября (БелавтоМАЗ) Министерства автомобильной промышленности СССР, Минская область | 25.04.1985      | [ ГС 54 ]  |
| 59         | Коваленко Александра Михайловна        | 1926 — ????             | Ткачиха Дегтярёвской фабрики художественных изделий имени 8 Марта Министерства местной промышленности Украинской ССР, Сребнянский район Черниговской области | 05.02.1974      |            |
| 60         | Коваленко Алексей Петрович             | 1900 — ????             | Заведующий районным отделом сельского хозяйства Шполянского района Киевской области | 30.04.1951      |            |
| 61         | Коваленко Анастасия Прокофьевна        | 29.11.1906 — 26.07.1983 | Звеньевая зернового совхоза «Кубанский» Министерства совхозов СССР, Новопокровский район Краснодарского края | 11.05.1949      | [ ГС 55 ]  |
| 62         | Коваленко Виктор Андреевич             | род. 1932               | Проходчик горных выработок шахты № 1 имени XIX съезда КПСС треста «Ленинуголь» комбината «Луганскуголь» Министерства угольной промышленности Украинской ССР, Луганская область | 29.06.1966      | [ ГС 56 ]  |
| 63         | Коваленко Владимир Николаевич          | 16.10.1927 — 18.08.2004 | Бригадир экскаваторной бригады строительно-монтажного управления № 1 Дагестанводстроя Министерства мелиорации и водного хозяйства РСФСР, Дагестанская АССР | 23.06.1966      | [ ГС 57 ]  |
| 64         | Коваленко Григорий Игнатович           | 17.02.1911 — 1969       | Начальник комплексной бригады Улан-Удэнского паровозоремонтного завода, Бурят-Монгольская АССР | 05.11.1943      | [ ГС 58 ]  |
| 65         | Коваленко Дмитрий Афанасьевич          | род. 1927               | Бригадир электромонтажников треста «Гидроэлектромонтаж» Министерства строительства электростанций СССР, Кировоградская область | 04.11.1961      |            |
| 66         | Коваленко Дмитрий Матвеевич            | 18.02.1925 — 11.08.2003 | Водитель автомобиля Палаткинской автобазы объединения «Северовостокзолото» Министерства цветной металлургии СССР, Магаданская область | 30.03.1971      | [ ГС 59 ]  |
| 66.000005  | Коваленко Екатерина Семёновна          | 1928—2002               | Звеньевая колхоза «Червоний прапор» Марьинского района Сталинской области | 02.06.1950      |            |
| 67         | Коваленко Екатерина Сергеевна          | 05.02.1921 — 09.12.2006 | Доярка молочно-товарной фермы колхоза имени Жданова Решетиловского района Полтавской области | 26.02.1958      | [ ГС 60 ]  |
| 68         | Коваленко Емельян Федотович            | 1891 — 19.10.1969       | Старший чабан овцеводческого совхоза имени Кирова Министерства совхозов СССР, Первомайский район Крымской области | 22.10.1949      | [ ГС 61 ]  |
| 69         | Коваленко Иван Маркович                | 10.11.1925 — 31.08.2004 | Буровой мастер Миргородской конторы разведочного бурения треста «Полтаванефтегазразведка» Министерства геологии Украинской ССР, Полтавская область | 04.07.1966      | [ ГС 62 ]  |
| 70         | Коваленко Иван Семёнович               | 06.07.1927 — 31.07.1978 | Генеральный директор Саранского производственного объединения «Светотехника» Министерства электротехнической промышленности СССР, Мордовская АССР | 10.03.1976      | [ ГС 63 ]  |
| 71         | Коваленко Иван Тимофеевич              | род. 21.05.1931         | Бригадир котельщиков-сборщиков Сумского машиностроительного научно-производственного завода имени М. В. Фрунзе Министерства химического и нефтяного машиностроения СССР | 20.04.1971      |            |
| 72         | Коваленко Климентий Данилович          | 21.11.1897 — 20.12.1979 | Бригадир проходчиков шахты № 15 треста «Мосшахтострой» Министерства угольной промышленности западных районов СССР, Тульская область | 28.08.1948      | [ ГС 64 ]  |
| 73         | Коваленко Леонид Константинович        | 05.09.1933 — 22.03.2016 | Комбайнёр совхоза имени Ленина Беляевского района Оренбургской области | 08.04.1971      | [ ГС 65 ]  |
| 74         | Коваленко Михаил Иванович              | 21.11.1914 — 08.05.2001 | Председатель колхоза «Памяти Ленина» Черкасского района Черкасской области | 26.02.1958      |            |
| 75         | Коваленко Николай Иванович             | 02.11.1928 — 15.08.2014 | Бригадир слесарей-монтажников Второго Ростовского монтажного управления треста «Южтехмонтаж» Министерства монтажных и специальных строительных работ СССР | 19.03.1981      | [ ГС 66 ]  |
| 76         | Коваленко Пётр Фёдорович               | 30.01.1932 — 15.06.1999 | Механизатор колхоза «Россия» Новотроицкого района Херсонской области | 08.12.1973      | [ ГС 67 ]  |
| 77         | Коваленко Семён Николаевич             | 02.02.1916 — 16.11.2001 | Управляющий отделением совхоза имени Димитрова Апостоловского района Днепропетровской области | 23.06.1966      | [ ГС 68 ]  |
| 78         | Ковалец Надежда Ивановна               | 03.08.1927 — 01.02.2020 | Учительница Большемалешевской средней школы, Столинский район Брестской области | 27.06.1978      | [ ГС 69 ]  |
| 79         | Ковалышин Александр Петрович           | род. 14.04.1928         | Тракторист-комбайнёр колхоза имени Ленина Радеховского района Львовской области | 22.12.1977      |            |
| 80         | Коваль Александр Матвеевич             | 15.03.1917 — 13.07.1988 | Бригадир тракторной бригады колхоза «Украина» Житомирского района Житомирской области | 31.12.1965      | [ ГС 70 ]  |
| 81         | Коваль Антонина Михайловна             | 05.03.1931 — 25.07.2000 | Птичница колхоза «Родина» Богодуховского района Харьковской области | 22.03.1966      | [ ГС 71 ]  |
| 82         | Коваль Варвара Карповна                | 09.12.1925 — 26.01.2011 | Звеньевая колхоза имени Орджоникидзе Верхне-Хортицкого района Запорожской области | 28.02.1949      | [ ГС 72 ]  |
| 83         | Коваль Виктор Григорьевич              | 03.05.1926 — 05.01.1999 | Производитель работ транспортной конторы треста «Межгорсвязьстрой» Министерства связи СССР, Московская область | 16.01.1974      | [ ГС 73 ]  |
| 84         | Коваль Иван Андреевич                  | 09.12.1914 — 12.08.2007 | Генеральный конструктор по двигателям средней мощности для тракторов, комбайнов и самоходных шасси — начальник Головного специализированного конструкторского бюро по двигателям средней мощности Харьковского моторостроительного производственного объединения «Серп и молот» Министерства тракторного и сельскохозяйственного машиностроения СССР | 24.09.1982      | [ ГС 74 ]  |
| 85         | Коваль Иван Иванович                   | 1922 — ????             | Бригадир колхоза «Коммунар» Кагарлыкского района Киевской области | 08.12.1973      |            |
| 86         | Коваль Иван Лукич                      | 05.1886 — 25.08.1958    | Директор Валковской МТС Харьковской области | 07.05.1948      | [ ГС 75 ]  |
| 87         | Коваль Нестер Антонович                | 1909 — 12.03.1994       | Бурильщик конторы бурения нефтепромыслового управления «Чапаевскнефть» Куйбышевского совнархоза | 19.03.1959      | [ ГС 76 ]  |
| 88         | Коваль Фёкла Андреевна                 | 1907 — ????             | Звеньевая колхоза имени Ильича Коломакского района Харьковской области | 16.02.1948      | [ ГС 77 ]  |
| 89         | Ковальков Виктор Васильевич            | 17.06.1927 — 12.08.2011 | Аппаратчик Ангарского электролизного химического комбината Министерства среднего машиностроения СССР, Иркутская область | 26.04.1971      | [ ГС 78 ]  |
| 90         | Ковальский Павел Леонтьевич            | 24.09.1907 — 13.01.1998 | Командир отделения 11-го отдельного железнодорожного батальона 1-й гвардейской железнодорожной бригады, гвардии ефрейтор | 05.11.1943      | [ ГС 79 ]  |
| 91         | Ковальчук Анна Васильевна              | 05.10.1922 — 29.02.2008 | Звеньевая колхоза «Коммунар» Улановского района Винницкой области | 28.08.1952      | [ ГС 80 ]  |
| 92         | Ковальчук Екатерина Павловна           | 05.12.1923 — 12.03.2006 | Свинарка колхоза имени Карла Маркса Кролевецкого района Сумской области | 22.03.1966      | [ ГС 81 ]  |
| 93         | Ковальчук Иван Абрамович               | 20.05.1930 — 08.12.1994 | Бригадир горнорабочих очистного забоя шахты «Привольнянская-Южная» треста «Лисичанскуголь» комбината «Луганскуголь» Министерства угольной промышленности Украинской ССР, Луганская область | 22.03.1966      | [ ГС 82 ]  |
| 94         | Ковальчук Николай Сергеевич            | 22.05.1928 — 12.05.1971 | Старший газовщик Ждановского коксохимического завода Министерства чёрной металлургии Украинской ССР, Донецкая область | 22.03.1966      | [ ГС 83 ]  |
| 95         | Ковальчук Феодосия Фёдоровна           | 02.06.1923 — ????       | Звеньевая колхоза «Ленинский шлях» Винницкого района Винницкой области | 28.08.1952      | [ ГС 84 ]  |
| 96         | Ковардак Прасковья Ивановна            | 17.10.1913 — 22.11.2000 | Бывшая трактористка совхоза имени Ленина Ленинского района Московской области, зачинатель стахановского движения в сельском хозяйстве | 22.09.1975      | [ ГС 85 ]  |
| 97         | Ковач Андрей Иванович                  | род. 11.06.1923         | Звеньевой Мукачевского винсовхоза Закарпатской области | 26.02.1958      |            |
| 98         | Ковачевич Пётр Маркович                | 04.12.1907 — 03.11.1980 | Главный инженер треста «Кагановичуголь» треста «Кузбассуголь» Министерства угольной промышленности восточных районов СССР, Кемеровская область | 28.08.1948      | [ ГС 86 ]  |
| 99         | Ковган Матрёна Ильинична               | 18.11.1917 — 12.04.1994 | Бригадир полеводческой бригады колхоза «1 Травня» Роменского района Сумской области | 06.04.1951      | [ ГС 87 ]  |
| 100        | Коверя Николай Игнатьевич              | 09.05.1923 — 22.02.2003 | Председатель колхоза «Шлях Ленина» Валковского района Харьковской области | 08.04.1971      | [ ГС 88 ]  |
| 101        | Ковлиев Гельды                         | 1913—1981               | Председатель колхоза имени Сталина сельсовета Тэзе-Четыр Ильялинского района Ташаузской области | 30.07.1951      | [ ГС 89 ]  |
| 101.000006 | Ковпак Прасковья Сергеевна             | 1915—1981               | Звеньевая Бурынского свеклосовхоза Министерства пищевой промышленности СССР, Бурынский район Сумской области | 30.04.1948      |            |
| 102        | Коврига Евдокия Филипповна             | 1917 — ????             | Звеньевая семеноводческого совхоза имени Нансена Министерства совхозов СССР, Апостоловский район Днепропетровской области | 16.04.1949      |            |
| 103        | Коврижкина Анна Филипповна             | 1927 — ????             | Формовщица завода «Целиноградсельмаш» Министерства тракторного и сельскохозяйственного машиностроения СССР, Целиноградская область | 05.04.1971      | [ ГС 90 ]  |
| 104        | Коврова Екатерина Кузьминична          | 08.10.1908 — 14.10.1973 | Доярка колхоза имени Калинина Шиловского района Рязанской области | 07.02.1957      | [ ГС 91 ]  |
| 105        | Ковтун Алексей Максимович              | 1921 — ????             | Горнорабочий очистного забоя шахты № 40 треста «Селидовуголь» комбината «Донецкуголь» Министерства угольной промышленности Украинской ССР, Донецкая область | 29.06.1966      |            |
| 106        | Ковтуненко Вячеслав Михайлович         | 31.08.1921 — 10.07.1995 | Заместитель главного конструктора ОКБ-586 Государственного комитета Совета Министров СССР по оборонной технике, Днепропетровская область | 17.06.1961      | [ ГС 92 ]  |
| 106.000007 | Ковтуновская Прасковья Евсеевна        | род. 1932               | Звеньевая колхоза имени Ленина Менского района Черниговской области | 23.04.1952      | [ ГС 93 ]  |
| 107        | Ковчан Ульяна Иосифовна                | 16.03.1918 — ????       | Звеньевая колхоза «Дружба» Чернобыльского района Киевской области | 30.04.1966      | [ ГС 94 ]  |
| 108        | Ковшик Мария Егоровна                  | род. 15.10.1939         | Испытатель Запорожского завода имени 50-летия СССР Министерства электронной промышленности СССР | 26.04.1971      | [ ГС 95 ]  |
| 109        | Ковшова Анна Ивановна                  | 14.10.1926 — 1963       | Звеньевая семеноводческого колхоза «Красный прожектор» Севского района Брянской области | 02.08.1949      | [ ГС 96 ]  |
| 110        | Когатько Григорий Иосифович            | род. 12.03.1944         | Командир бригады железнодорожных войск, полковник | 25.10.1984      | [ ГС 97 ]  |
| 111        | Когачёва Анастасия Филипповна          | 27.01.1929 — 14.12.2009 | Перемотчица шёлка Энгельсского комбината химического волокна Министерства химической промышленности СССР, Саратовская область | 15.01.1974      | [ ГС 98 ]  |
| 112        | Когулбаев Олжабай                      | 10.10.1908 — 02.1988    | Старший чабан совхоза «Сулукольский» Семиозёрного района Кустанайской области | 22.03.1966      | [ ГС 99 ]  |
| 113        | Коданёва Капитолина Павловна           | 09.05.1935 — 04.06.1972 | Мастер машинного доения государственной сельскохозяйственной опытной станции, Сыктывдинский район Коми АССР | 22.03.1966      | [ ГС 100 ] |
| 114        | Коденко Мария Тимофеевна               | 1909—1960               | Звеньевая свиноводческого совхоза «Кегичёвка» Министерства совхозов СССР, Кегичёвский район Харьковской области | 06.04.1949      | [ ГС 101 ] |
| 115        | Коджаев Магамед Гамбар оглы            | 1912 — 27.11.1972       | Председатель колхоза «Социализм» Марнеульского района Грузинской ССР | 03.05.1949      | [ ГС 102 ] |
| 116        | Кодзоев Багаудин Госпоевич             | 04.05.1934 — 14.06.2010 | Звеньевой механизированного звена совхоза «40 лет Октября» Назрановского района Чечено-Ингушской АССР | 29.08.1986      | [ ГС 103 ] |
| 117        | Кодиров Нияз                           | 1920 — ????             | Бригадир колхоза имени Максима Горького Ворошиловского района Сырдарьинской области | 20.02.1978      |            |
| 118        | Кожабаев Алаш                          | 12.05.1927 — 18.02.1973 | Председатель колхоза «Путь к коммунизму» Кош-Агачского района Горно-Алтайской автономной области | 22.03.1966      | [ ГС 104 ] |
| 119        | Кожабаев Бирали                        | 1890 — ????             | Старший чабан колхоза «Агашты-Коль» Амангельдинского района Кустанайской области | 23.07.1948      | [ ГС 105 ] |
| 120        | Кожамкулов Сералы                      | 05.05.1896 — 31.12.1979 | Актёр Казахского государственного академического театра драмы имени М. О. Ауэзова, народный артист Казахской ССР, гор. Алма-Ата | 11.06.1976      | [ ГС 106 ] |
| 121        | Кожан Мария Никитична                  | род. 1920               | Звеньевая колхоза имени Будённого Луцкого района Волынской области | 26.02.1958      |            |
| 122        | Кожанов Алексей Сергеевич              | 1927 — ????             | Горнорабочий очистного забоя шахты № 27 комбината «Торезантрацит» Министерства угольной промышленности Украинской ССР, Донецкая область | 30.03.1971      | [ ГС 107 ] |
| 123        | Кожанова Анастасия Степановна          | 30.11.1914 — ????       | Доярка подсобного хозяйства «Горки-II» Звенигородского района Московской области | 19.12.1953      | [ ГС 108 ] |
| 124        | Кожанова Варвара Ивановна              | 29.11.1910 — ????       | Звеньевая колхоза имени Крупской Панинского района Воронежской области | 07.05.1948      | [ ГС 109 ] |
| 125        | Кожантаев Джамшит Джунусович           | 04.03.1928 — 12.12.1996 | Шофёр Кокчетавского производственного грузового автотреста Министерства автомобильного транспорта Казахской ССР, Кокчетавская область | 10.12.1973      | [ ГС 110 ] |
| 126        | Кожахметов Тилеубай                    | 1911—1954               | Председатель колхоза «15 лет Казахской ССР» Красногорского района Джамбулской области | 23.07.1948      | [ ГС 111 ] |
| 127        | Кожахметова Канаш                      | 1915 — 16.12.2003       | Старший чабан колхоза имени Будённого Кзыл-Кугинского района Гурьевской области | 23.07.1948      | [ ГС 112 ] |
| 128        | Кожашева Баланжан                      | 1920 — 08.03.1981       | Заведующая коневодством колхоза имени Калинина Шевченковского района Гурьевской области | 23.07.1948      | [ ГС 113 ] |
| 129        | Кожевин Владимир Григорьевич           | 13.07.1907 — 22.04.1990 | Начальник комбината «Кемеровуголь» Министерства угольной промышленности восточных районов СССР, Кемеровская область | 28.08.1948      | [ ГС 114 ] |
| 130        | Кожевников Алексей Кириллович          | 09.06.1919 — 02.10.1996 | Бригадир колхоза имени Кирова Харабалинского района Астраханской области | 23.12.1976      | [ ГС 115 ] |
| 131        | Кожевников Вадим Михайлович            | 22.04.1909 — 20.10.1984 | Главный редактор журнала «Знамя», секретарь правления Союза писателей СССР, гор. Москва | 27.09.1974      | [ ГС 116 ] |
| 132        | Кожевников Василий Яковлевич           | 1885—1973               | Председатель колхоза «Страна Советов» Балахтинского района Красноярского края | 07.01.1948      | [ ГС 117 ] |
| 133        | Кожевников Евгений Фёдорович           | 07.01.1906 — 29.04.1979 | Министр транспортного строительства СССР, гор. Москва | 04.02.1975      | [ ГС 118 ] |
| 134        | Кожевников Николай Николаевич          | 28.09.1932 — 26.09.2006 | Старший электромеханик ледокола «Владивосток» Дальневосточного морского пароходства Министерства морского флота СССР, Приморский край | 20.07.1984      | [ ГС 119 ] |
| 135        | Кожевников Семён Григорьевич           | 15.04.1913 — 10.01.1990 | Бригадир комплексной бригады управления строительства «Даугавагэсстрой» Министерства энергетики и электрификации СССР, Латвийская ССР | 20.04.1971      | [ ГС 120 ] |
| 136        | Кожевников Сергей Григорьевич          | 20.10.1926 — 25.01.1997 | Председатель колхоза имени Пушкина Гжатского района Смоленской области | 23.06.1966      | [ ГС 121 ] |
| 137        | Кожевников Фёдор Яковлевич             | 1911 — 09.12.1975       | Звеньевой совхоза «Анжерский» Министерства совхозов СССР, Анжеро-Судженский район Кемеровской области | 03.07.1950      | [ ГС 122 ] |
| 138        | Кожедров Пётр Павлович                 | 27.06.1927 — 16.07.1994 | Сталевар Свердловского машиностроительного завода имени М. И. Калинина Министерства авиационной промышленности СССР | 16.01.1974      | [ ГС 123 ] |
| 139        | Кожемякин Александр Дмитриевич         | 19.08.1892 — 12.09.1986 | Председатель колхоза имени Чкалова Борисовского района Минской области | 22.03.1966      | [ ГС 124 ] |
| 140        | Кожемякин Пётр Николаевич              | 08.10.1932 — 09.02.1998 | Звеньевой совхоза «Кировец» Немского района Кировской области | 23.12.1976      | [ ГС 125 ] |
| 141        | Кожемякина Валентина Яковлевна         | 20.06.1936 — 09.11.2020 | Доярка совхоза «Черноморец» Лазаревского района, гор. Сочи Краснодарского края | 12.03.1982      | [ ГС 126 ] |
| 142        | Коженова Пелагея Никифоровна           | 14.12.1926 — ?          | Доярка колхоза «Прогресс» Рыльского района Курской области | 22.03.1966      | [ ГС 127 ] |
| 143        | Кожин Владимир Васильевич              | 1928 — ????             | Заместитель начальника Зиминской дистанции сигнализации и связи Восточно-Сибирской железной дороги, Иркутская область | 02.06.1962      | [ ГС 128 ] |
| 144        | Кожин Михаил Николаевич                | 02.10.1918 — 25.01.2003 | Наладчик агрегатов и станков с программным управлением Юргинского машиностроительного завода Министерства общего машиностроения СССР, Кемеровская область | 12.08.1976      | [ ГС 129 ] |
| 145        | Кожина Зинаида Николаевна              | 22.10.1939 — 03.08.2017 | Отбельщица Котласского целлюлозно-бумажного комбината имени 50-летия ВЛКСМ Министерства целлюлозно-бумажной промышленности СССР, Архангельская область | 15.01.1974      | [ ГС 130 ] |
| 146        | Кожобекова Суюмкан                     | 1911—2001               | Чабан колхоза имени Ленина Тонского района Иссык-Кульской области | 15.02.1957      | [ ГС 131 ] |
| 147        | Кожоканов Мукамбет                     | 1906—1967               | Скотник колхоза «Коммунизм» Нарынского района Тянь-Шаньской области | 15.02.1957      | [ ГС 132 ] |
| 148        | Кожокару Емельян Самсонович            | 08.01.1915 — ????       | Старший плавильщик Кузнецкого завода ферросплавов Кемеровского совнархоза | 19.07.1958      | [ ГС 133 ] |
| 149        | Кожура Анастасия Григорьевна           | 1920 — ????             | Звеньевая колхоза имени Карла Маркса Балахтинского района Красноярского края | 01.06.1949      | [ ГС 134 ] |
| 150        | Кожура Трофим Трофимович               | 24.06.1919 — 08.02.1987 | Бригадир тракторной бригады колхоза имени Фрунзе Козелецкого района Черниговской области | 08.04.1971      | [ ГС 135 ] |
| 151        | Кожуханцев Фёдор Тимофеевич            | 1896 — ????             | Бригадир колхоза имени 3-й пятилетки Ухтомского района Московской области | 04.03.1949      | [ ГС 136 ] |
| 152        | Кожуханцева Анна Михайловна            | 13.02.1910 — 19.08.2004 | Звеньевая колхоза имени 3-й пятилетки Ухтомского района Московской области | 04.03.1949      | [ ГС 137 ] |
| 153        | Кожуханцева Евдокия Фёдоровна          | 22.11.1907 — 24.08.2000 | Звеньевая колхоза имени 3-й пятилетки Ухтомского района Московской области | 04.03.1949      | [ ГС 138 ] |
| 154        | Кожухар Алексей Васильевич             | 20.11.1936 — 14.09.2009 | Тракторист колхоза «Красный маяк» Минусинского района Красноярского края | 11.12.1973      | [ ГС 139 ] |
| 155        | Кожухарь Павел Ананьевич               | 30.08.1927 — 20.05.2016 | Председатель колхоза «Пограничник» Бричанского района Молдавской ССР | 08.04.1971      | [ ГС 140 ] |
| 156        | Кожухарь Яков Григорьевич              | 02.04.1916 — 25.07.2002 | Бригадир тракторной бригады колхоза имени Ульянова Добровеличковского района Кировоградской области | 08.04.1971      | [ ГС 141 ] |
| 157        | Кожушкина Феврония Степановна          | 1909 — 16.01.1957       | Звеньевая колхоза имени Ворошилова Ново-Анненского района Сталинградской области | 15.02.1948      | [ ГС 142 ] |
| 158        | Козак Мария Павловна                   | род. 05.06.1925         | Звеньевая колхоза «Украина» Городокского района Хмельницкой области | 26.02.1958      | [ ГС 143 ] |
| 159        | Козак Мария Пантелеймоновна            | 1911 — ????             | Звеньевая колхоза имени Ленина Зачепиловского района Харьковской области | 28.02.1949      |            |
| 160        | Козаков Николай Дмитриевич             | 07.05.1911 — 03.06.1985 | Первый секретарь Кицманского райкома Компартии Украины, Черновицкая область | 26.02.1958      | [ ГС 144 ] |
| 161        | Козаренко Иван Владимирович            | 10.09.1932 — 2013       | Горнорабочий очистного забоя шахты № 1—2 «Новая Голубовка» треста «Кировуголь» комбината «Луганскуголь» Министерства угольной промышленности Украинской ССР, Луганская область | 29.06.1966      | [ ГС 145 ] |
| 162        | Козаренко Марк Васильевич              | 1902 — ????             | Бригадир тракторной бригады Артёмовской МТС Сталинской области | 10.05.1948      | [ ГС 146 ] |
| 163        | Козарь Мария Юрьевна                   | 10.04.1932 — ????       | Бригадир колхоза имени Ленина Мукачевского района Закарпатской области | 08.12.1973      |            |
| 164        | Козаченко Алексей Павлович             | 02.02.1911 — 21.07.1978 | Строгальщик Луганского тепловозостроительного завода имени Октябрьской революции Министерства тяжёлого, энергетического и транспортного машиностроения СССР | 09.07.1966      | [ ГС 147 ] |
| 165        | Козаченко Филипп Семёнович             | 04.11.1910 — 26.07.1996 | Тракторист Котовской МТС Одесской области | 21.05.1951      | [ ГС 148 ] |
| 166        | Козачок Иван Фёдорович                 | 1913 — ????             | Слесарь Рыжавского сахарного комбината Министерства пищевой промышленности Украинской ССР, Черкасская область | 26.04.1971      |            |
| 167        | Козел Анатолий Кондратьевич            | 30.01.1928 — 28.02.1992 | Токарь Ждановского завода тяжёлого машиностроения Министерства тяжёлого, энергетического и транспортного машиностроения СССР, Донецкая область | 09.07.1966      | [ ГС 149 ] |
| 168        | Козел Анна Макаровна                   | 01.07.1916 — 2006       | Свинарка совхоза «Рыхальский» Емильчинского района Житомирской области | 22.03.1966      | [ ГС 150 ] |
| 169        | Козел Василий Павлович                 | 12.08.1890 — 07.11.1980 | Председатель колхоза «1 Мая» Слуцкого района Минской области | 30.04.1966      | [ ГС 151 ] |
| 170        | Козельская Наталья Васильевна          | 30.06.1924 — 18.05.2000 | Доярка колхоза имени Мичурина Васильковского района Днепропетровской области | 22.03.1966      | [ ГС 152 ] |
| 171        | Козин Пётр Петрович                    | 1919—1983               | Бригадир слесарей Брянского машиностроительного завода Министерства тяжёлого, энергетического и транспортного машиностроения СССР | 09.07.1966      | [ ГС 153 ] |
| 172        | Козина Анна Афанасьевна                | 14.07.1922 — ????       | Звеньевая колхоза имени Будённого Березовского района Одесской области | 21.03.1949      | [ ГС 154 ] |
| 173        | Козина Валентина Викентьевна           | 03.04.1927 — 30.10.2012 | Птичница птицефабрики «Южная» Симферопольского района Крымской области | 22.03.1966      | [ ГС 155 ] |
| 174        | Козинец Николай Фёдорович              | 21.10.1910 — 06.10.1997 | Директор совхоза «Горьковский» Ленинградского района Кокчетавской области | 11.01.1957      | [ ГС 156 ] |
| 175        | Козленко Мария Ивановна                | 15.07.1924 — 25.03.1992 | Бригадир фермы дойного стада совхоза «Хромцово» Белоярского района Свердловской области | 08.03.1958      | [ ГС 157 ] |
| 176        | Козлов Александр Николаевич            | 1936—1979               | Бригадир комплексной бригады строительного управления № 3 треста «Кузнецкпромстрой» Министерства строительства предприятий тяжёлой индустрии СССР, Кемеровская область | 12.12.1975      | [ ГС 158 ] |
| 177        | Козлов Алексей Александрович           | 1916 — ????             | Комбайнёр Выселковской МТС Краснодарского края | 20.05.1952      | [ ГС 159 ] |
| 178        | Козлов Аркадий Степанович              | 06.12.1938 — 29.05.2011 | Старший оператор Новополоцкого нефтеперерабатывающего завода имени XXV съезда КПСС Министерства нефтеперерабатывающей и нефтехимической промышленности СССР, Витебская область | 06.04.1981      | [ ГС 160 ] |
| 179        | Козлов Василий Тихонович               | 24.10.1931 — 15.12.1998 | Старший мастер по добыче рыбы рыболовного траулера «Веха» Мурманского тралового флота Министерства рыбного хозяйства СССР | 23.01.1974      | [ ГС 161 ] |
| 180        | Козлов Виктор Васильевич               | 03.07.1919 — 17.12.2016 | Директор Новосибирского электровакуумного завода Министерства электронной промышленности СССР | 07.08.1986      | [ ГС 162 ] |
| 181        | Козлов Григорий Петрович               | 12.01.1922 — 15.09.1999 | Управляющий отделением совхоза имени Анатолия Хабарского района Алтайского края | 13.12.1972      | [ ГС 163 ] |
| 182        | Козлов Ефим Гаврилович                 | 15.04.1928 — 28.11.2019 | Бригадир комплексной бригады ремонтно-строительного управления № 1 Красноярского городского ремонтно-строительного треста | 21.03.1974      | [ ГС 164 ] |
| 183        | Козлов Иван Григорьевич                | 28.07.1925 — 26.06.1995 | Председатель колхоза имени Ильича Хорольского района Полтавской области | 08.04.1971      | [ ГС 165 ] |
| 184        | Козлов Иван Иванович                   | 19.01.1920 — 10.11.1980 | Бригадир плотников строительно-монтажного управления № 6 треста «Кировжилстрой» Министерства строительства СССР, Кировская область | 07.05.1971      | [ ГС 166 ] |
| 185        | Козлов Иван Павлович                   | 1938 — 31.12.2005       | Тракторист-машинист совхоза «Победа» Краснотуранского района Красноярского края | 13.12.1972      | [ ГС 167 ] |
| 186        | Козлов Иван Яковлевич                  | 1900—1989               | Бригадир колхоза «Прогресс» Сталинского района Фрунзенской области | 26.03.1948      | [ ГС 168 ] |
| 187        | Козлов Илья Ефимович                   | 01.08.1925 — 08.03.1995 | Старший крановщик Ильичёвского морского торгового порта Министерства морского флота СССР, Одесская область | 04.05.1971      | [ ГС 169 ] |
| 188        | Козлов Илья Михайлович                 | 27.07.1932 — 01.10.2012 | Бригадир плотников строительно-монтажного управления № 1 строительно-монтажного треста № 1 «Стройгаз» Министерства строительства СССР, гор. Горький | 12.05.1977      | [ ГС 170 ] |
| 189        | Козлов Константин Иванович             | 1929 — ????             | Сборщик покрышек Ярославского шинного завода Министерства нефтеперерабатывающей и нефтедобывающей промышленности СССР | 28.05.1966      | [ ГС 171 ] |
| 190        | Козлов Леонид Николаевич               | 14.10.1927 — 04.06.1998 | Генеральный директор Научно-производственного объединения имени С. М. Кирова Министерства машиностроения СССР, гор. Пермь | 10.06.1985      | [ ГС 172 ] |
| 191        | Козлов Михаил Степанович               | 1906 — ????             | Старший агроном Больше-Уринской МТС Канского района Красноярского края | 01.06.1949      | [ ГС 173 ] |
| 192        | Козлов Николай Григорьевич             | 02.01.1930 — 22.07.1977 | Директор совхоза «Буревестник» Наурзумского района Кустанайской области | 19.04.1967      | [ ГС 174 ] |
| 193        | Козлов Николай Николаевич              | род. 1927               | Комбайнёр Озёрной МТС Крымской области | 17.05.1952      |            |
| 194        | Козлов Николай Яковлевич               | 1902 — 12.05.1966       | Главный конструктор, начальник специального конструкторского бюро «Прокатдеталь» Главмосстроя, гор. Москва | 28.01.1960      | [ ГС 175 ] |
| 195        | Козлов Пётр Алексеевич                 | 25.11.1903 — 09.08.1977 | Председатель колхоза «Новый путь» Кашинского района Калининской области | 30.04.1966      | [ ГС 176 ] |
| 196        | Козлов Степан Алексеевич               | 1905 — 03.1968          | Директор Хлебодаровской МТС Волновахского района Сталинской области | 26.02.1958      | [ ГС 177 ] |
| 197        | Козлов Тимофей Михайлович              | 19.01.1914 — 26.07.1984 | Начальник прокатного цеха Ижевского металлургического завода Министерства оборонной промышленности СССР, Удмуртская АССР | 28.07.1966      | [ ГС 178 ] |
| 198        | Козлов Фрол Романович                  | 18.08.1908 — 30.01.1965 | Секретарь ЦК КПСС, член Президиума ЦК КПСС, гор. Москва | 17.06.1961      | [ ГС 179 ] |
| 199        | Козлова Анна Алексеевна                | 10.07.1910 — 27.09.1984 | Звеньевая Бургун-Маджарского виноградарского совхоза Министерства пищевой промышленности СССР, Левокумский район Ставропольского края | 05.10.1949      | [ ГС 180 ] |
| 200        | Козлова Елена Ивановна                 | 22.06.1904 — 04.01.1986 | Доярка колхоза «Луч» Красногорского района Московской области | 18.09.1950      | [ ГС 181 ] |
| 201        | Козлова Елизавета Ивановна             | 19.01.1924 — 20.01.1991 | Трактористка колхоза имени Ленина Карсунского района Ульяновской области | 08.04.1971      | [ ГС 182 ] |
| 202        | Козлова Мария Васильевна               | 14.05.1922 — 17.04.2005 | Доярка совхоза «Берёзки» Гомельского района Гомельской области | 08.04.1971      | [ ГС 183 ] |
| 203        | Козлова Мария Георгиевна               | 1927 — ????             | Телятница совхоза «Зерентуевский» Калганского района Читинской области | 22.03.1966      | [ ГС 184 ] |
| 204        | Козлова Нина Сергеевна                 | 24.09.1923 — ????       | Выборщица технических камней Петродворцового часового завода Министерства приборостроения, средств автоматизации и систем управления СССР, гор. Ленинград | 20.04.1971      | [ ГС 185 ] |
| 205        | Козлова Полина Фёдоровна               | 08.03.1928 — 03.2014    | Свинарка совхоза «Сож» Чечерского района Гомельской области | 22.03.1966      | [ ГС 186 ] |
| 206        | Козлова Раиса Яковлевна                | род. 22.02.1928         | Электросварщица завода «Гомсельмаш» Гомельского совнархоза | 07.03.1960      | [ ГС 187 ] |
| 207        | Козлович Сергей Алексеевич             | 21.10.1938 — 04.10.2000 | Плотник строительного управления № 3 строительно-монтажного треста «Магнитострой» Российской государственной строительно-промышленной ассоциации «Росуралсибстрой», гор. Магнитогорск Челябинской области | 30.07.1991      | [ ГС 188 ] |
| 208        | Козловский Алексей Иванович            | 05.03.1932 — 16.06.1996 | Бригадир слесарей треста «Энергоспецмонтаж» Министерства среднего машиностроения СССР, гор. Сосновый Бор Ленинградской области | 16.01.1974      | [ ГС 189 ] |
| 209        | Козловский Альфред Иванович            | 14.09.1929 — 24.01.2013 | Директор Нижнеднепровского трубопрокатного завода имени Карла Либкнехта Министерства металлургии СССР, гор. Днепропетровск | 26.12.1990      | [ ГС 190 ] |
| 210        | Козловский Василий Акимович            | 17.09.1924 — 17.10.2017 | Председатель колхоза «Маяк» Единецкого района Молдавской ССР | 31.12.1965      | [ ГС 191 ] |
| 211        | Козловский Дмитрий Харитонович         | 04.08.1911 — 12.12.1949 | Председатель колхоза «Путь Ильича» Минусинского района Красноярского края | 01.06.1949      | [ ГС 192 ] |
| 212        | Козловский Евгений Владиславович       | 1901 — ????             | Старший механик свеклосовхоза имени 9 января 1905 года Министерства сельского хозяйства СССР, Белоцерковский район Киевской области | 08.05.1951      |            |
| 213        | Козловский Иван Семёнович              | 24.03.1900 — 21.12.1993 | Певец (лирический тенор), народный артист СССР, гор. Москва | 21.03.1980      | [ ГС 193 ] |
| 214        | Козловский Константин Игнатьевич       | 19.03.1904 — 12.1980    | Капитан теплохода Балтийского морского пароходства Министерства морского флота СССР, гор. Ленинград | 09.08.1963      | [ ГС 194 ] |
| 215        | Кознев Алексей Алексеевич              | 30.11.1927 — 05.06.2002 | Бригадир комплексной бригады строительно-монтажного управления № 1 строительного треста № 7 Министерства промышленного строительства СССР, Пермская область | 12.05.1977      | [ ГС 195 ] |
| 216        | Козобродов Алексей Фёдорович           | 18.10.1920 — 30.09.1978 | Первый секретарь Ершовского райкома КПСС, Саратовская область | 11.01.1957      | [ ГС 196 ] |
| 217        | Козолуп Дмитрий Степанович             | 1910—1976               | Бригадир тракторной бригады Осьмерыжской МТС Максимо-Горьковского района Павлодарской области | 11.01.1957      | [ ГС 197 ] |
| 218        | Козуа Владимир Несторович              | 1897 — ????             | Звеньевой колхоза имени Берия Ахалсопельского сельсовета Зугдидского района Грузинской ССР | 19.07.1950      | [ ГС 198 ] |
| 219        | Козыбаев Оразалы                       | 15.04.1924 — 23.08.1996 | Первый секретарь Аркалыкского райкома Компартии Казахстана, Кустанайская область | 19.04.1967      | [ ГС 199 ] |
| 220        | Козыбаев Торсогат                      | 1878—1957               | Старший чабан колхоза «Коминтерн» Маркакольского района Восточно-Казахстанской области | 23.07.1948      | [ ГС 200 ] |
| 221        | Козынко Кондратий Михайлович           | 15.10.1926 — 12.09.1995 | Слесарь Куйбышевского химического завода Министерства химической промышленности СССР, Новосибирская область | 20.04.1971      | [ ГС 201 ] |
| 222        | Козырев Валентин Матвеевич             | 1928—1988               | Машинист горного комбайна шахты № 3 «Киреевская» комбината «Тулауголь» Министерства угольной промышленности СССР, Тульская область | 30.03.1971      | [ ГС 202 ] |
| 222.000008 | Козырь Александра Федотовна            | 29.03.1925 — 23.01.2022 | Звеньевая 2-го Петровского свеклосовхоза Министерства пищевой промышленности СССР, Александровский район Кировоградской области | 12.09.1949      | [ ГС 203 ] |
| 223        | Козырь Андрей Григорьевич              | 1919 — 06.12.1999       | Тракторист-комбайнёр колхоза имени Максима Горького Джувалинского района Джамбулской области | 23.06.1966      | [ ГС 204 ] |
| 224        | Козырь Анна Николаевна                 | 01.05.1930 — 30.07.2012 | Бригадир свиноводческой фермы совхоза «Тимирязевский» Амвросиевского района Донецкой области | 08.04.1971      | [ ГС 205 ] |
| 225        | Козырь Владимир Семёнович              | 25.10.1922 — ????       | Председатель колхоза имени Ленина Пинского района Брестской области | 22.03.1966      | [ ГС 206 ] |
| 226        | Козырь Иван Логвинович                 | 21.09.1915 — 10.06.1975 | Председатель колхоза имени Шаумяна Георгиевского района Ставропольского края | 22.03.1966      | [ ГС 207 ] |
| 227        | Козырь Павел Пантелеевич               | 14.12.1913 — 02.08.1999 | Первый секретарь Одесского обкома Компартии Украины | 08.12.1973      | [ ГС 208 ] |
| 228        | Козьмин Иван Павлович                  | 1910 — ????             | Бригадир тракторной бригады Лиманской МТС Сталинской области | 10.05.1948      | [ ГС 209 ] |
| 229        | Козяр Анна Степановна                  | 1907 — 19.07.2001       | Звеньевая колхоза имени Ленина Шаргородского района Винницкой области | 16.02.1948      |            |
| 230        | Козярский Владимир Васильевич          | 08.02.1929 — 08.05.1991 | Бригадир колхоза «Украина» Каменец-Подольского района Хмельницкой области | 08.12.1973      | [ ГС 210 ] |
| 231        | Койчиев Мамбет                         | 1899 — 13.04.1974       | Старший табунщик колхоза «Кара-Ой» Куланакского района Тянь-Шаньской области | 15.09.1948      | [ ГС 211 ] |
| 232        | Койчуманов Апыш                        | 02.01.1923 — 04.07.1984 | Учитель Кызыл-Дыйканской средней школы, Ат-Башинский район Нарынской области | 27.06.1978      | [ ГС 212 ] |
| 233        | Койшибаев Камысбай                     | 1883 — 07.10.1959       | Скотник колхоза «Булак-адыр» Кувского района Карагандинской области | 12.07.1949      | [ ГС 213 ] |
| 234        | Кокаев Василий Николаевич              | 1880—1968               | Звеньевой колхоза имени Сталина Пригородного района Северо-Осетинской АССР | 09.03.1948      | [ ГС 214 ] |
| 235        | Кокаев Саламгери Алиханович            | 15.07.1921 — 17.10.2007 | Доцент Северо-Осетинского государственного университета имени К. Л. Хетагурова | 05.11.1990      | [ ГС 215 ] |
| 236        | Кокаия Анета Тариеловна                | 1914 — ????             | Колхозница колхоза имени Берия Наджаховского сельсовета Гегечкорского района Грузинской ССР | 19.07.1950      | [ ГС 216 ] |
| 237        | Кокеева Чохан                          | 1904 — ????             | Звеньевая колхоза «Кум-жота» Свердловского района Джамбулской области | 15.06.1950      | [ ГС 217 ] |
| 238        | Кокенов Мусир                          | 1896 — 26.02.1966       | Старший чабан колхоза «25 лет Казахской ССР» Темирского района Актюбинской области | 23.07.1948      | [ ГС 218 ] |
| 239        | Кокиев Нартай                          | 1901 — 18.11.1972       | Старший чабан колхоза «Коммунизм» Чиилийского района Кзыл-Ординской области | 22.03.1966      | [ ГС 219 ] |
| 240        | Кокин Борис Петрович                   | 31.08.1931 — 14.06.2021 | Бригадир опытно-производственного хозяйства «Ленинское» Костромского района Костромской области | 23.06.1966      | [ ГС 220 ] |
| 241        | Кокин (Анненков) Николай Александрович | 21.09.1899 — 30.09.1999 | Актёр Государственного академического Малого театра СССР, народный артист СССР | 13.12.1990      | [ ГС 221 ] |
| 242        | Кокин Францис Янович                   | 03.01.1927 — 16.03.1992 | Директор Аглонской средней школы-интерната Прейльского района Латвийской ССР | 01.07.1968      | [ ГС 222 ] |
| 243        | Кокобаев Базаралы                      | 1935 — 10.12.2014       | Чабан колхоза «Манас» Будённовского района Фрунзенской области | 16.10.1958      | [ ГС 223 ] |
| 244        | Кокозашвили Севастий Николаевич        | род. 1930               | Рабочий Бретского плодоводческого совхоза Карельского района Грузинской ССР | 12.12.1973      | [ ГС 224 ] |
| 245        | Кокорин Вячеслав Александрович         | 28.06.1925 — 17.01.1994 | Главный врач районной больницы Лухского района Ивановской области | 04.02.1969      | [ ГС 225 ] |
| 246        | Кокорин Леонид Петрович                | 31.05.1909 — 08.09.1989 | Звеньевой зернового совхоза «Завьяловский» Министерства совхозов СССР, Тогучинский район Новосибирской области | 01.04.1948      | [ ГС 226 ] |
| 247        | Кокорин Пётр Иванович                  | 05.10.1902 — 06.10.1985 | Управляющий трестом «Сталинуголь» комбината «Кузбассуголь» Министерства угольной промышленности восточных районов СССР, Кемеровская область | 28.08.1948      | [ ГС 227 ] |
| 248        | Кокорина Анастасия Николаевна          | 1922 — 1994             | Звеньевая колхоза «Красный Октябрь» Вожгальского района Кировской области | 23.06.1949      | [ ГС 228 ] |
| 249        | Кокоскерия Тарас Никифорович           | 1920 — ????             | Председатель колхоза имени Берия Очемчирского района Абхазской АССР | 21.02.1948      | [ ГС 229 ] |
| 250        | Кокошка Василий Константинович         | 18.08.1928 — 15.11.1999 | Старший мастер Московского автомобильного завода имени И. А. Лихачёва Министерства автомобильной промышленности СССР | 30.07.1966      | [ ГС 230 ] |
| 251        | Кокшаров Михаил Ефимович               | 17.11.1929 — 22.09.2020 | Машинист экскаватора строительно-монтажного управления № 4 треста «Строймеханизация», Пермская область | 11.08.1966      | [ ГС 231 ] |
| 252        | Колбаскин Сергей Давыдович             | 1911 — 02.04.1981       | Председатель сельхозартели «Красноармеец» Зерендинского района Кокчетавской области | 11.01.1957      | [ ГС 232 ] |
| 253        | Колбая Дания Коциевна                  | 1921 — ????             | Колхозница колхоза имени Берия Пирвели-Бедийского сельсовета Очемчирского района Абхазской АССР | 19.07.1950      | [ ГС 233 ] |
| 253.000009 | Колбик Нина Фёдоровна                  | род. 03.01.1945         | Свинарка колхоза «17 сентября» Столинского района Брестской области | 22.03.1966      | [ ГС 234 ] |
| 254        | Колганатов Нургали                     | 1884 — ????             | Старший чабан колхоза имени Калинина Джамбейтинского района Западно-Казахстанской области | 23.07.1948      | [ ГС 235 ] |
| 255        | Колганов Анатолий Иванович             | 02.12.1925 — 2001       | Слесарь-сборщик Воткинского машиностроительного завода Министерства оборонной промышленности СССР, Удмуртская АССР | 26.04.1971      | [ ГС 236 ] |
| 256        | Колгашкин Александр Иванович           | 1912 — 04.06.1977       | Фрезеровщик завода № 706 Министерства общего машиностроения СССР, гор. Москва | 26.07.1966      | [ ГС 237 ] |
| 257        | Колегов Егор Андреевич                 | 31.01.1928 — 16.11.1981 | Бригадир комплексной бригады Ясногского леспромхоза Министерства лесной, целлюлозно-бумажной и деревообрабатывающей промышленности СССР, Коми АССР | 17.09.1966      | [ ГС 238 ] |
| 258        | Колегова Мария Павловна                | 14.04.1908 — 22.01.1999 | Телятница колхоза «Пятилетка» Костромского района Костромской области | 16.08.1950      | [ ГС 239 ] |
| 259        | Колемасова Анастасия Дмитриевна        | 23.11.1923 — 13.05.2012 | Звеньевая Земетчинского свеклосовхоза Министерства пищевой промышленности СССР, Земетчинский район Пензенской области | 18.05.1948      | [ ГС 240 ] |
| 260        | Коленов Александр Васильевич           | 08.04.1914 — 22.04.1985 | Бригадир каменщиков управления начальника работ № 646 строительного треста № 94 Владимирского совнархоза | 09.08.1958      | [ ГС 241 ] |
| 261        | Коленько Прокофий Емельянович          | 15.06.1898 — 04.1978    | Бригадир Фёдоровского свеклосовхоза Министерства пищевой промышленности СССР, Великобурлукский район Харьковской области | 30.04.1948      | [ ГС 242 ] |
| 262        | Колескина Алевтина Ивановна            | 05.07.1927 — 26.09.1991 | Звеньевая колхоза «Труженик» Минусинского района Красноярского края | 21.02.1949      | [ ГС 243 ] |
| 263        | Колесник Андрей Юрьевич                | 1908 — ????             | Скотник Первухинского свеклосовхоза Министерства пищевой промышленности СССР, Богодуховский район Харьковской области | 15.08.1951      |            |
| 264        | Колесник Владимир Давыдович            | 16.12.1902 — 31.08.1995 | Первый секретарь Близнюковского райкома Компартии Украины, Харьковская область | 26.02.1958      | [ ГС 244 ] |
| 265        | Колесник Владимир Федотович            | 12.02.1924 — 24.02.2009 | Председатель колхоза имени Ульянова Белопольского района Сумской области | 04.03.1982      | [ ГС 245 ] |
| 266        | Колесник Екатерина Михайловна          | 1918 — ????             | Доярка совхоза «Артёмовский», гор. Артём Приморского края | 22.03.1966      | [ ГС 246 ] |
| 267        | Колесник Николай Тимофеевич            | 25.11.1918 — 26.12.2000 | Комбайнёр Куйбышевской МТС Каневского района Краснодарского края | 13.06.1952      | [ ГС 247 ] |
| 267.00001  | Колесник Ольга Трофимовна              | 15.06.1914 — 19.03.1998 | Звеньевая колхоза имени Чапаева Нехворощанского района Полтавской области | 10.05.1948      | [ ГС 248 ] |
| 268        | Колесников Александр Яковлевич         | 01.08.1930 — 23.01.2008 | Горнорабочий очистного забоя шахты «Суходольская» № 1 комбината «Краснодонуголь» Министерства угольной промышленности Украинской ССР, Ворошиловградская область | 30.03.1971      | [ ГС 249 ] |
| 269        | Колесников Алексей Самойлович          | 1902 — ????             | Первый секретарь Каневского райкома КПСС, Краснодарский край | 31.10.1957      | [ ГС 250 ] |
| 270        | Колесников Борис Иванович              | 01.01.1930 — 05.03.2003 | Директор Норильского горно-металлургического комбината имени А. П. Завенягина Министерства цветной металлургии СССР, Красноярский край | 02.03.1981      | [ ГС 251 ] |
| 271        | Колесников Владимир Антонович          | 17.04.1935 — 03.04.1995 | Звеньевой колхоза «Искра» Абинского района Краснодарского края | 07.12.1973      | [ ГС 252 ] |
| 272        | Колесников Владислав Григорьевич       | 11.08.1925 — 03.04.2015 | Первый заместитель Министра электронной промышленности СССР, гор. Москва | 12.08.1975      | [ ГС 253 ] |
| 273        | Колесников Иван Степанович             | 15.12.1901 — 18.05.1985 | Начальник кафедры термических поражений Военно-медицинской академии имени С. М. Кирова, академик Академии медицинских наук СССР, генерал-майор медицинской службы, гор. Ленинград | 19.11.1976      | [ ГС 254 ] |
| 274        | Колесников Никита Григорьевич          | 16.04.1907 — 11.01.1977 | Тракторист-комбайнёр совхоза «Сталинец» Ужурского района Красноярского края | 11.01.1957      | [ ГС 255 ] |
| 275        | Колесников Николай Кондратьевич        | 1910 — ????             | Директор машиностроительного завода «Красный молот» Министерства химического и нефтяного машиностроения СССР, гор. Грозный Чечено-Ингушской АССР | 20.04.1971      | [ ГС 256 ] |
| 276        | Колесников Павел Сергеевич             | 27.12.1924 — 12.09.2007 | Заместитель главного конструктора по лётным испытаниям морских ракетных комплексов Конструкторского бюро машиностроения Министерства общего машиностроения СССР, Челябинская область | 25.09.1984      | [ ГС 257 ] |
| 277        | Колесников Пантелеймон Никифорович     | 27.07.1904 — 1970       | Председатель исполкома Шебекинского райсовета депутатов трудящихся Белгородской области | 11.03.1958      | [ ГС 258 ] |
| 278        | Колесников Пётр Кондратьевич           | 11.06.1905 — 28.01.1997 | Строгальщик завода «Ростсельмаш» производственного объединения «Ростсельмаш» Министерства тракторного и сельскохозяйственного машиностроения СССР, гор. Ростов-на-Дону | 19.10.1983      | [ ГС 259 ] |
| 279        | Колесников Пётр Фёдорович              | 13.07.1930 — 01.11.2020 | Электросварщик строительно-монтажного управления № 12 объединения «Южгазпромстрой» Министерства строительства предприятий нефтяной и газовой промышленности СССР, Аксайский район Ростовской области | 05.03.1976      | [ ГС 260 ] |
| 280        | Колесников Сергей Борисович            | 14.10.1913 — 01.02.1973 | Председатель колхоза имени XVII партсъезда Аларского аймака Усть-Ордынского Бурят-Монгольского национального округа Иркутской области | 02.04.1948      | [ ГС 261 ] |
| 281        | Колесников Степан Кондратьевич         | 21.04.1924 — 13.02.1998 | Звеньевой колхоза «Красная Звезда» Приморско-Ахтарского района Краснодарского края | 13.08.1949      | [ ГС 262 ] |
| 282        | Колесников Фёдор Львович               | 1907 — 31.08.1992       | Мастер нефтепромыслового управления «Малгобекнефть» Чечено-Ингушского совнархоза | 28.05.1960      | [ ГС 263 ] |
| 283        | Колесников Фёдор Фёдорович             | 1916 — ????             | Тракторист конного завода № 33, Ново-Кубанский район Краснодарского края | 17.05.1952      | [ ГС 264 ] |
| 284        | Колесникова Аграфена Николаевна        | 1926 — 10.06.2002       | Доярка колхоза имени Куйбышева Глубоковского района Восточно-Казахстанской области | 22.03.1966      | [ ГС 265 ] |
| 285        | Колесникова Екатерина Григорьевна      | род. 1926               | Звеньевая семеноводческого совхоза «Красная волна» Министерства совхозов СССР, Харьковская область | 13.03.1948      |            |
| 286        | Колесникова Зоя Васильевна             | род. 01.07.1942         | Флотатор обогатительной фабрики Норильского горно-металлургического комбината имени А. П. Завенягина Министерства цветной металлургии СССР, Красноярский край | 08.07.1985      | [ ГС 266 ] |
| 287        | Колесникова Мария Васильевна           | 02.10.1920 — 09.07.2007 | Свинарка совхоза «Сталь» Петровского района Саратовской области | 22.03.1966      | [ ГС 267 ] |
| 288        | Колесниченко Александр Дмитриевич      | 06.08.1914 — 1989       | Директор совхоза «Ровеньковский» Антрацитовского района Луганской области | 23.06.1966      | [ ГС 268 ] |
| 289        | Колесниченко Виталий Онуфриевич        | 20.08.1905 — 14.01.1998 | Главный конструктор Рижского вагоностроительного завода Латвийского совнархоза | 01.10.1965      | [ ГС 269 ] |
| 290        | Колесниченко Мария Павловна            | 28.08.1928 — 27.01.1990 | Звеньевая совхоза «Нижне-Чуйский» Министерства сельского хозяйства СССР, Кагановичский район Фрунзенской области | 10.07.1950      | [ ГС 270 ] |
| 291        | Колесов Борис Сергеевич                | 21.02.1913 — 16.08.2001 | Заместитель директора — главный конструктор Центрального научно-исследовательского института автоматики и гидравлики Министерства оборонной промышленности СССР, гор. Москва | 17.02.1976      | [ ГС 271 ] |
| 292        | Колесов Виктор Семёнович               | 01.05.1928 — 17.03.2004 | Старший аппаратчик Куйбышевского завода синтетического каучука Министерства нефтеперерабатывающей и нефтедобывающей промышленности СССР | 28.05.1966      | [ ГС 272 ] |
| 293        | Колесов Николай Саввич                 | 05.01.1912 — 31.12.1977 | Охотник колхоза имени Ленина Усть-Янского района Якутской АССР | 01.10.1957      | [ ГС 273 ] |
| 294        | Колесова Анна Александровна            | 22.06.1927 — 25.11.2011 | Овцевод колхоза «Ленинский путь» Угличского района Ярославской области | 22.03.1966      | [ ГС 274 ] |
| 295        | Колжанова Мубина Даракуловна           | 25.12.1925 — 26.02.2008 | Скорняк-раскройщица Алма-Атинского мехового комбината имени 50-летия СССР Министерства лёгкой промышленности Казахской ССР | 04.03.1976      | [ ГС 275 ] |
| 296        | Колинько Анна Афеногеновна             | 1914—2000               | Свинарка колхоза «Новая жизнь» Старобельского района Ворошиловградской области | 10.07.1950      | [ ГС 276 ] |
| 297        | Колинько Иван Иович                    | 03.06.1928 — 17.10.2004 | Старший производитель работ передвижной механизированной колонны № 1 треста «Полтавсельстрой» Министерства сельского строительства Украинской ССР, Полтавская область | 07.05.1971      | [ ГС 277 ] |
| 298        | Колконен Надежда Петровна              | 17.10.1931 — 24.06.2024 | Птичница совхоза «Лаголово» Ломоносовского района Ленинградской области | 22.03.1966      | [ ГС 278 ] |
| 299        | Колмогоров Андрей Николаевич           | 25.04.1903 — 20.10.1987 | Директор Института математики и механики Московского государственного университета имени М. В. Ломоносова, академик Академии наук СССР | 24.04.1963      | [ ГС 279 ] |
| 300        | Колмыков Иван Карпович                 | 04.11.1908 — 14.04.1992 | Комбайнёр Баянской МТС Пресновского района Северо-Казахстанской области | 28.06.1952      | [ ГС 280 ] |
| 301        | Колобов Николай Максимович             | 21.12.1919 — 12.07.2009 | Старший чабан колхоза имени Ленина Новоалександровского района Ставропольского края | 27.09.1974      | [ ГС 281 ] |
| 302        | Колобов Николай Романович              | 25.07.1907 — 13.09.1999 | Начальник станции Рыбное Московско-Рязанской железной дороги, Рязанская область | 05.11.1943      | [ ГС 282 ] |
| 303        | Колодий Илья Пантелеевич               | 1893 — ????             | Звеньевой колхоза имени 1-й Конной Армии Приморско-Ахтарского района Краснодарского края | 13.08.1949      |            |
| 304        | Колодийчук Емельян Евсеевич            | 1906—1964               | Бригадир тракторной бригады Голованевской МТС Кировоградской области | 26.02.1958      | [ ГС 283 ] |
| 305        | Колозян Мкртыч Багоевич                | 1922—1990               | Звеньевой колхоза имени Батика Нор-Баязетского района Армянской ССР | 16.04.1949      | [ ГС 284 ] |
| 306        | Колозян Октемберик Мануковна           | род. 1924               | Звеньевая колхоза имени III Интернационала Октемберянского района Армянской ССР | 16.04.1949      | [ ГС 285 ] |
| 307        | Колола Прасковья Лазаревна             | 20.03.1895 — 23.08.1976 | Звеньевая колхоза «Большевик» Любчанского района Барановичской области | 28.03.1949      | [ ГС 286 ] |
| 308        | Коломбет Алексей Яковлевич             | 30.03.1930 — 30.04.1988 | Фрезеровщик Каменск-Уральского радиозавода Министерства радиопромышленности СССР, Свердловская область | 29.07.1966      | [ ГС 287 ] |
| 309        | Коломейцев Василий Зиновеевич          | 13.01.1921 — 09.11.2009 | Старший чабан совхоза «Заветинский» № 9 Заветинского района Ростовской области | 22.03.1966      | [ ГС 288 ] |
| 310        | Коломейченко Дмитрий Акимович          | 1900 — ????             | Бригадир колхоза «Пятилетка в 4 года» Любашёвского района Одесской области | 21.03.1949      | [ ГС 289 ] |
| 311        | Коломейченко Елена Евстратьевна        | 1915 — ????             | Звеньевая колхоза «Пятилетка в 4 года» Любашёвского района Одесской области | 21.03.1949      | [ ГС 290 ] |
| 311.000011 | Коломенская Надежда Сергеевна          | 1912 — ????             | Рабочая семеноводческого совхоза «Лабинский» Министерства совхозов СССР, Лабинский район Краснодарского края | 17.08.1950      | [ ГС 291 ] |
| 312        | Коломиец Михаил Маркович               | 01.11.1918 — 06.08.2010 | Начальник Специального управления по вводу систем предупреждения о ракетном нападении, противоракетной и противокосмической обороны Министерства обороны СССР, генерал-лейтенант, гор. Красногорск Московской области | 21.02.1978      | [ ГС 292 ] |
| 313        | Коломиец Тимофей Кузьмич               | 14.01.1910 — 20.09.1969 | Комбайнёр Степновской МТС Ставропольского края | 20.05.1952      | [ ГС 293 ] |
| 314        | Коломиец Фёдор Степанович              | 19.06.1910 — 23.04.1994 | Директор Земетчинского свеклосовхоза Министерства пищевой промышленности СССР, Земетчинский район Пензенской области | 18.05.1948      | [ ГС 294 ] |
| 315        | Коломийцев Константин Гаврилович       | 17.12.1904 — 23.09.1983 | Начальник Приднепровской железной дороги, Днепропетровская область | 04.08.1966      | [ ГС 295 ] |
| 316        | Коломоец Мария Ильинична               | 14.05.1924 — 24.06.1998 | Птичница колхоза «Советская Украина» Ореховского района Запорожской области | 08.04.1971      | [ ГС 296 ] |
| 317        | Коломоец Матрёна Алексеевна            | род. 30.04.1929         | Бригадир овощеводческой бригады совхоза «Берестовой» Константиновского района Донецкой области | 08.04.1971      | [ ГС 297 ] |
| 318        | Коломыцева Евдокия Александровна       | 09.03.1927 — 01.11.1985 | Учительница средней школы № 3 имени Нариманова, гор. Ахунбабаев Андижанской области | 27.06.1978      | [ ГС 298 ] |
| 319        | Колосков Михаил Павлович               | 30.10.1915 — 10.05.1994 | Комбайнёр Красногвардейской МТС Крымской области | 21.08.1953      | [ ГС 299 ] |
| 320        | Колосов Владимир Максимович            | 10.03.1928 — ????       | Бригадир слесарей Новокемеровского химического комбината Министерства химической промышленности СССР, гор. Кемерово | 20.04.1971      | [ ГС 300 ] |
| 320.000012 | Колосова Екатерина Ивановна            | 01.10.1927 — 03.06.2002 | Звеньевая колхоза имени Ленина Грязнухинского района Алтайского края | 20.05.1949      | [ ГС 301 ] |
| 321        | Колосовский Пётр Михайлович            | 1904—1958               | Секретарь районного комитета ВКП(б) Молотовского района Куйбышевской области | 26.02.1948      | [ ГС 302 ] |
| 322        | Колотилова Мария Александровна         | 1915—1976               | Звеньевая семеноводческого колхоза «Ударник» Грязовецкого района Вологодской области | 14.04.1949      | [ ГС 303 ] |
| 323        | Колотыркин Яков Михайлович             | 14.11.1910 — 02.11.1995 | Директор Научно-исследовательского физико-химического института имени Л. Я. Карпова Академии наук СССР, академик АН СССР, гор. Москва | 13.11.1980      | [ ГС 304 ] |
| 324        | Колпак Василий Михайлович              | 28.03.1928 — 11.06.1998 | Начальник участка шахты «Центральная» рудоуправления «Ингулец» треста «Дзержинскруда», гор. Кривой Рог Днепропетровской области | 19.07.1958      | [ ГС 305 ] |
| 325        | Колпаков Валентин Алексеевич           | 25.12.1927 — 19.07.2006 | Бурильщик рудоуправления имени Коминтерна треста «Ленинруда» Министерства чёрной металлургии Украинской ССР, гор. Кривой Рог Днепропетровской области | 30.03.1971      | [ ГС 306 ] |
| 326        | Колпаков Виктор Дмитриевич             | 08.01.1931 — 19.04.1977 | Шофёр Алзамайского леспромхоза Министерства лесной и деревообрабатывающей промышленности СССР, Нижнеудинский район Иркутской области | 07.05.1971      | [ ГС 307 ] |
| 327        | Колпаков Владимир Иванович             | 16.11.1934 — 21.04.2014 | Бригадир слесарей Одесского судоремонтного завода № 1 Министерства морского флота СССР | 09.08.1963      | [ ГС 308 ] |
| 328        | Колпаков Влас Иванович                 | 08.01.1909 — 13.03.1982 | Секретарь Усть-Абаканского райкома ВКП(б), Красноярский край | 10.04.1948      | [ ГС 309 ] |
| 329        | Колпаков Николай Карпович              | 1899 — 25.11.1985       | Звеньевой колхоза «Объединение» Оловяннинского района Читинской области | 09.03.1948      | [ ГС 310 ] |
| 330        | Колпакова Ирина Александровна          | род. 22.05.1933         | Балерина Ленинградского государственного академического театра оперы и балета имени С. М. Кирова, народная артистка СССР | 01.07.1983      | [ ГС 311 ] |
| 331        | Колпинец Николай Сергеевич             | 29.12.1929 — 2006       | Бригадир токарей Дальзавода имени 50-летия СССР Министерства судостроительной промышленности СССР, Приморский край | 23.10.1987      | [ ГС 312 ] |
| 332        | Колтакова Меланья Ефимовна             | 1904 — ????             | Звеньевая колхоза «Новый путь» Меркенского района Джамбулской области | 28.03.1948      | [ ГС 313 ] |
| 333        | Колташёв Виктор Петрович               | 05.04.1925 — 06.08.2012 | Бригадир слесарей-монтажников Березниковского монтажного управления треста «Союзпроммонтаж» Министерства монтажных и специальных строительных работ СССР, Пермская область | 26.07.1966      | [ ГС 314 ] |
| 334        | Колтовая Екатерина Михайловна          | 21.11.1922 — 10.08.1984 | Доярка колхоза имени Димитрова Холмогорского района Архангельской области | 17.06.1949      | [ ГС 315 ] |
| 335        | Колупаев Кирилл Иванович               | 10.03.1919 — 08.06.1992 | Директор совхоза «Чистюньский» Топчихинского района Алтайского края | 23.06.1966      | [ ГС 316 ] |
| 336        | Колупаев Михаил Петрович               | 24.09.1915 — 18.05.1994 | Звеньевой колхоза «Красный Октябрь» Вожгальского района Кировской области | 17.03.1948      | [ ГС 317 ] |
| 337        | Колупаев Николай Ионович               | 02.06.1924 — 06.12.2003 | Старший машинист котлотурбинного цеха Томь-Усинской ГРЭС Министерства энергетики и электрификации СССР, Кемеровская область | 20.04.1971      | [ ГС 318 ] |
| 338        | Колупаев Николай Спиридонович          | 09.05.1922 — 29.10.1997 | Тракторист Прокопьевской МТС Кемеровской области | 25.02.1949      | [ ГС 319 ] |
| 339        | Колцун Екатерина Васильевна            | род. 24.04.1930         | Доярка колхоза имени Жданова Теребовлянского района Тернопольской области | 26.02.1958      |            |
| 340        | Колчанова Антонина Прокопьевна         | 1936 — 22.12.2002       | Звеньевая колхоза «Родина» Шабалинского района Кировской области | 30.04.1966      | [ ГС 320 ] |
| 341        | Колчев Григорий Семёнович              | 03.1908 — 27.01.1977    | Начальник Новокузнецкого отделения Томской железной дороги, Кемеровская область | 01.08.1959      | [ ГС 321 ] |
| 342        | Колчин Анатолий Иванович               | 18.10.1932 — 04.05.2004 | Звеньевой рыбаков рыболовецкого колхоза имени XX партсъезда Володарского района Астраханской области | 17.02.1986      | [ ГС 322 ] |
| 343        | Колыбельникова Мария Яковлевна         | 1925 — ????             | Рабочая Урекского совхоза Министерства сельского хозяйства СССР, Махарадзевский район Грузинской ССР | 05.07.1949      | [ ГС 323 ] |
| 344        | Колыванов Александр Александрович      | род. 20.03.1937         | Аппаратчик Чебоксарского химического комбината имени Ленинского комсомола Министерства химической промышленности СССР, Чувашская АССР | 03.04.1974      | [ ГС 324 ] |
| 345        | Колыхалов Геннадий Иванович            | род. 25.03.1938         | Главный агроном колхоза «Великий Октябрь» Троицкого района Алтайского края | 10.05.1988      | [ ГС 325 ] |
| 346        | Кольбаев Садык                         | 14.10.1903 — 23.02.1994 | Звеньевой колхоза «Казахстан» Толебийского района Южно-Казахстанской области | 28.03.1948      | [ ГС 326 ] |
| 347        | Кольцов Александр Николаевич           | 26.04.1930 — 20.06.2009 | Первый секретарь Первомайского райкома КПСС, Оренбургская область | 10.03.1980      | [ ГС 327 ] |
| 348        | Кольчик Александр Арсентьевич          | 27.10.1928 — 03.06.1990 | Бригадир бригады рабочих очистного забоя шахты имени Лутугина треста «Чистяковантрацит», Сталинская область | 28.05.1960      | [ ГС 328 ] |
| 349        | Колягина Мария Егоровна                | 25.01.1919 — 05.10.2009 | Звеньевая колхоза имени Сталина Александровского района Ворошиловградской области | 16.02.1948      | [ ГС 329 ] |
| 350        | Коляда Эдуард Степанович               | 12.09.1922 — 2003       | Бригадир колхоза имени Щорса Новогрудского района Гродненской области | 23.06.1966      | [ ГС 330 ] |
| 351        | Колядо Владимир Наумович               | 22.05.1908 — 25.04.1987 | Директор Пензенского часового завода Министерства приборостроения, средств автоматизации и систем управления СССР | 20.04.1971      | [ ГС 331 ] |

| Навигационная таблица | Навигационная таблица |
| --------------------- | --------------------- |
| «К»                   | Кабаидзе — Капычина   |
| «К»                   | Кара — Каюшкина       |
| «К»                   | Квакуша — Киптев      |
| «К»                   | Киракосян — Князькин  |
| «К»                   | Кобаидзе — Колядо     |
| «К»                   | Команов — Корякина    |
| «К»                   | Косарев — Коюнлиев    |
| «К»                   | Кравец — Ксоврели     |
| «К»                   | Куандыков — Кулян     |
| «К»                   | Кумаков — Кяяник      |